# Переслегин, Сергей Борисович
Сергей Борисович Переслегин (род. 16 декабря 1960, Ленинград) — российский литературный критик и публицист, исследователь и теоретик фантастики и альтернативной истории.

## Биография
Окончил физический факультет Ленинградского государственного университета по специальности «физика ядра и элементарных частиц». Работал преподавателем физики в физико-математической школе при Ленинградском государственном университете. С 1985 года — участник Ленинградского семинара молодых писателей-фантастов Бориса Стругацкого. С 1989 года занимался вопросами теории систем в НИИСИ. 
Лауреат премии «Странник-96» за книгу критики «Око тайфуна: Последнее десятилетие советской фантастики». Составитель, редактор, автор комментариев книг серии «Военно-историческая библиотека». Автор предисловий и послесловий к книжной серии «Миры братьев Стругацких», а также комментариев к книгам Б. Лиддел Гарта, М. Галактионова, Э. фон Манштейна, Ф. Шермана, Клаузевица и другим классическим военно-историческим трудам. Руководитель исследовательских групп «Конструирование будущего» (с 2000 года), «Санкт-петербургская школа сценирования» (с 2003 года), РК39.
Сторонник теории лунного заговора.

## Основные работы

### Произведения фантастического жанра
- «Детектив по-Арканарски» — к роману «Трудно быть богом» братьев Стругацких
- «Галактические войны: краткий курс» — для журнала «Если»
- «Странные взрослые» — Послесловие к романам «Туманность Андромеды» и «Час Быка» Ивана Ефремова

### История, геополитика и альтернативная история
- С. и Е. Переслегины. Тихоокеанская премьера. — М.: АСТ, 2001. — (Военно-историческая библиотека)
- С. Переслегин. Самоучитель игры на мировой шахматной доске. — М.: АСТ, 2005. — (Philosophy)
- Сергей Переслегин. Вторая мировая война между Реальностями / авторская редакция. — М.: Яуза; Эксмо, 2006. — 544 с. — (Великая Отечественная: Неизвестная война). — 5000 экз. — ISBN 5-699-15132-X.
- С. Переслегин. Мифы Чернобыля — М.: Яуза; Эксмо, 2006.
- С. Переслегин. «Nation State»: кризис управления // Российское экспертное обозрение «Эволюция государства». № 5 (19), 2006.
- С. и Е. Переслегины. Война на пороге. Гильбертова пустыня — М.: Яуза; ЭКСМО, 2007. — (Война. Имперский генеральный штаб)
- С. Переслегин. Социопиктографический анализ. 1900—2050 гг. — СПб.: Corvus, 2009.
- С. Переслегин. Новые карты будущего, или Анти-Рэнд — М.: АСТ; СПб.: Terra Fantastica, 2009.
- С. Переслегин. Новая история Второй мировой — М.: ЭКСМО, Яуза, 2009.
- С. Переслегин. Возвращение к звёздам. Фантастика и эвология — М.: АСТ, 2010.
- С. Переслегин. Опасная бритва Оккама. — М.: АСТ; СПб.: Terra Fantastica, 2011. — (Philosophy) — 3000 экз.
- С. Переслегин. Скрытая история Второй Мировой. Новый взгляд на Войну между Реальностями. — М.: Эксмо, 2012.
- С. Переслегин, Е. Переслегина, А. Желтов, Н. Луковникова. Сумма стратегии. — СПб., 2013.
- С. Переслегин, Е. Переслегина. «Дикие карты» будущего. — М.: Алгоритм, 2015.
- С. Переслегин. Первая мировая. Война между реальностями. — М.: Яуза, 2016.
- С. Переслегин. Первая мировая. Война между реальностями. т.2 — М.: Яуза, 2020.
- С. Переслегин, С. Шилов. Диалоги о «несчастных войнах России». — М.: Тион, 2023.